# Пасшур
Пасшу́р — деревня в Юкаменском районе Удмуртии, в составе Ёжевского сельского поселения.

## География
Улицы деревни:
- Зелёная

## Население
Численность постоянного населения деревни составляет 14 человек (2007).